# Emma Iranzo Martín
María Concepción Emma Iranzo Martín (Madrid, 1 de febrer de 1959) és una política valenciana d'origen madrileny, alcaldessa de Requena i diputada a les Corts Valencianes en la VII i VIII legislatures pel Partit Popular.
Els seus pares són originaris de Requena. Es llicencià en farmàcia a la Universitat Complutense de Madrid el 1982 i doctorada en bioquímica toxicològica i química. Ha treballat al Departament de Protecció Radiològica i Medi Ambient, el 1989 a la Junta d'Energia Nuclear i el 1990 al Centre d'Investigacions Energètiques, Mediambientals i Tecnològiques (CIEMAT) de l'Institut del Medi Ambient. Posteriorment ingressà al Partit Popular, amb el que fou escollit alcaldessa de Requena de 1995 a 2003 i presidenta de la FVMP el 1999-2003. Deixà aquests càrrecs quan fou nomenada Directora General de Regadius i Infraestructures Agràries el 2003-2007. Fou escollida diputada per la província de València a les eleccions a les Corts Valencianes de 2007.